# Félicienne Minnaar
Pour les articles homonymes, voir Minnaar.
Félicienne Minnaar est une joueuse de football néerlandais, née à La Haye (Pays-Bas), le 31 janvier 1989. Elle joue actuellement au FC Twente (Pays-Bas).

## Biographie
Elle commence le football à l'âge de six ans au vv JAC. Elle y joue pendant onze ans. En 2006, elle part en Angleterre, à Arsenal Ladies. Elle reste deux saisons dans le club londonien. En 2008, elle revient aux Pays-Bas, au FC Twente. En juin 2013, elle arrête le football pour se consacrer à ses études.
En août 2014, elle décide de rechausser les crampons, au FC Twente.

## Palmarès
- Championne des Pays-Bas (2) : 2011 - 2013
- BeNe Ligue (1) : 2013
- Doublé BeNe Ligue-Championnat des Pays-Bas (1) : 2013

### Bilan
- 3 titres